# 1704 en arts plastiques
| Années des arts plastiques : 1701 - 1702 - 1703 - 1704 - 1705 - 1706 - 1707    |
| Décennies des arts plastiques : 1670 - 1680 - 1690 - 1700 - 1710 - 1720 - 1730 |

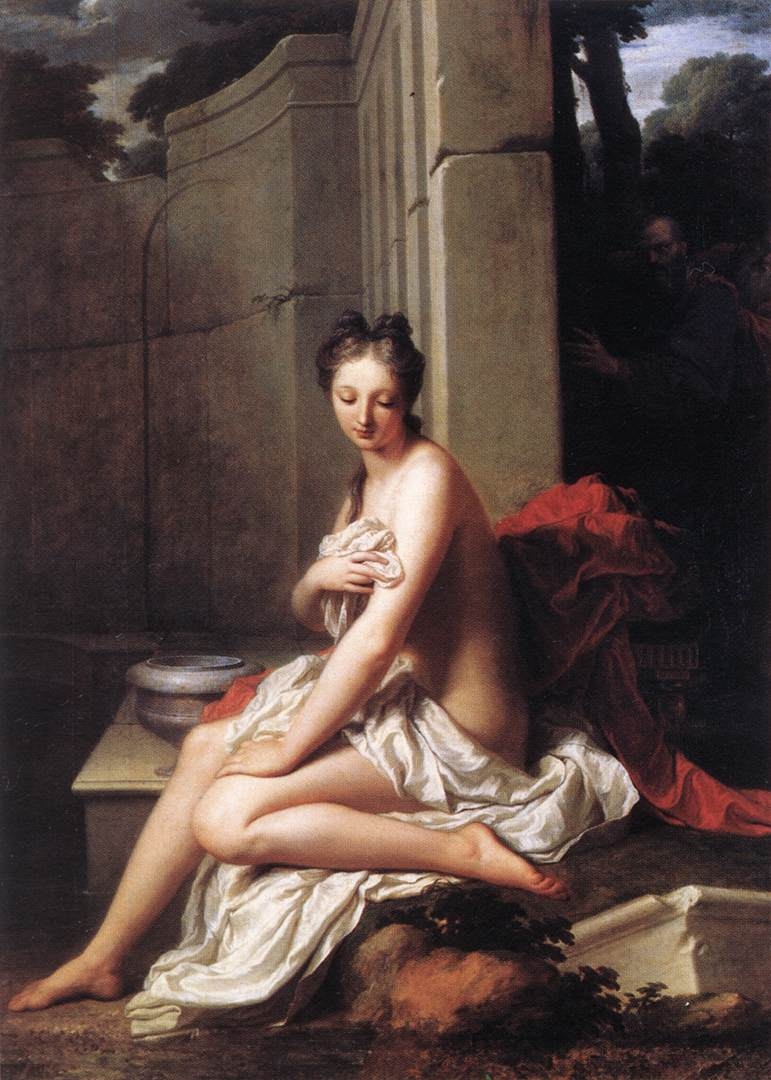
Suzanne au bain, toile de Jean-Baptiste Santerre.

Cette page concerne l'année 1704 en arts plastiques.

## Événements
- En peinture à l'huile, le peintre Johann Jacob Diesbach (de) de Berlin invente accidentellement le bleu de Prusse, un puissant pigment bleu foncé avec des tons verdâtres fait à partir d'alun et d'os d'animaux.

## Naissances
- 3 janvier : Louis-Antoine Sixe, peintre français († 13 avril 1780),
- 29 janvier : Francesco Appiani, peintre baroque italien († 1792),
- 26 août : Pierre Lenfant, peintre français († 23 juin 1787),
- 5 septembre : Maurice Quentin de Latour, peintre français († 17 février 1788),
- 3 décembre : Joseph François Parrocel, peintre et graveur français († 14 décembre 1781).

## Décès
- 3 février : Antonio Molinari, peintre italien (° 21 janvier 1655),
- 1er mars : Joseph Parrocel, peintre français (° 3 octobre 1646),
- 13 mars :  Giovanni Anastasi, peintre italien (° 17 mars 1653),
- 20 avril : Agnes Block, collectionneuse d'art, peintre et horticultrice néerlandaise (° 29 octobre 1629),
- 1er octobre : Cornelis Dusart, peintre, dessinateur et graveur néerlandais (° 24 avril 1660),
- ? :
  - Gabriel Blanchard, peintre français (° 26 décembre 1630),
  - Adriaen van Diest, peintre hollandais (° 12 décembre 1655),
  - Hendrik Herregouts, peintre baroque flamand de l'école d'Anvers (° 1633).